# Sakari Tohka

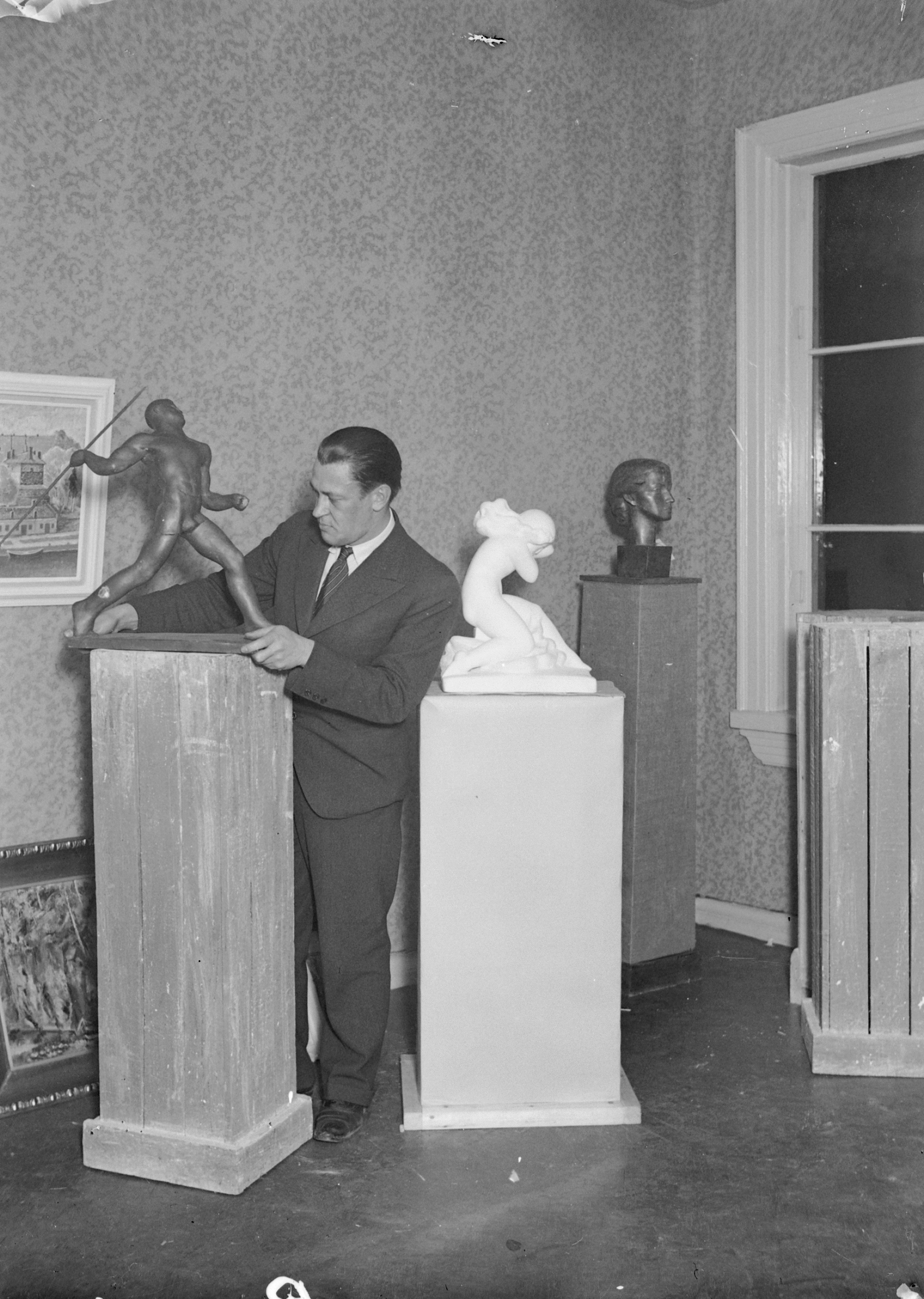
Skulptören Sakari Tohka år 1933

Sakari Erkki Tohka, född 3 april 1911 i Suonenjoki, död 29 januari 1958 i Helsingfors, var en finländsk skulptör.

## Biografi
Tohka fick sin utbildning vid Finska konstföreningens ritskola och debuterade 1933.
Han var en av grundarna av Oktobergruppen, 1933, och representerade en realistisk expressionism. Hans skulpturer är ljusa och uppvägda av en strikt klassicism.
Tohka deltog i många utställningar både hemma och utomlands. Hans konst finns representerad på många platser i Helsingfors, bland annat fasadutsmyckningen av barnsjukhuset Barnets borg. Han gjorde också statyn av president Juho Kusti Paasikivi vid presidentpalatset.
Tohka tilldelades Pro Finlandia-medaljen 1955.